# Дулан (улус)
Дула́н (бур. Дулаан — тёплый) — улус в Кабанском районе Бурятии. Входит в сельское поселение «Оймурское».

## География
Находится на юго-восточном берегу байкальского залива Провал, в 6 км к северо-востоку от центра сельского поселения, села Оймур, на 37-м километре автодороги 03К-020 Шергино — Заречье. К северо-востоку от селения расположен государственный биологический Энхэлукский заказник.

## История
В 1909 году было создано Корсаково-Дуланское кредитное товарищество — одно из первых в Бурятии».

## Население
| 2002 | 2010 |
| ---- | ---- |
| 115  | ↗132 |

## Известные люди
- Заяханов, Михаил Егорович― российский учёный в области строительных материалов, автомобильных дорог и деревообработки, доктор технических наук, профессор[4].